# الإقليم الشمالي الشرقي (مقدونيا)

خريطة أقاليم مقدونيا الشمالية الإحصائية

المنطقة الإحصائية الشمالية الشرقية أو الإقليم الشمالي الشرقي ( (بالمقدونية: Североисточен плански регион)‏ (بالألبانية: Rajoni verilindor)‏ ) هي واحدة من ثمانية مناطق إحصائية في جمهورية مقدونيا الشمالية . يحدها كوسوفو وصربيا من الشمال وبلغاريا من الشرق، بينما يحدها داخليًا إقليم إسكوبية والإقليم الشرقي .

## البلديات

بلديات الإقليم الشمالي الشرقي

تنقسم الإقليم الشمالي الشرقي إلى ست بلديات:
- بلدية كراتوفو.
- بلدية Kriva Palanka.
- بلدية كومانوفو.
- بلدية ليبكوفو.
- بلدية رانكوفسي.
- بلدية ستارو ناجوريتشان.

## التركيبة السكانية

### تعداد السكان
يبلغ عدد السكان الحالي في المنطقة الإحصائية الشمالية الشرقية 172,787 مواطنًا أو 8.5 ٪ من إجمالي عدد سكان جمهورية مقدونيا الشمالية ، وفقًا لآخر تعداد سكاني في عام 2002.
| سنة التعداد | تعداد السكان | التغير  |
| ----------- | ------------ | ------- |
| 1994        | 163,841      | لا يوجد |
| 2002        | 172,787      | + 5.46٪ |

### الأعراق

خريطة للأغلبية العرقية في المنطقة.

أكبر مجموعة في المنطقة هي المقدونيون ، ويمثل الألبان والصرب والروما أيضًا عددًا كبيرًا من السكان.